# Feliksowo (Bolewo)
Feliksowo – część wsi Bolewo położona w Polsce, w województwie mazowieckim, w powiecie mławskim, w gminie Stupsk.
W latach 1975–1998 miejscowość administracyjnie należała do województwa ciechanowskiego.